# Droga wojewódzka nr 517

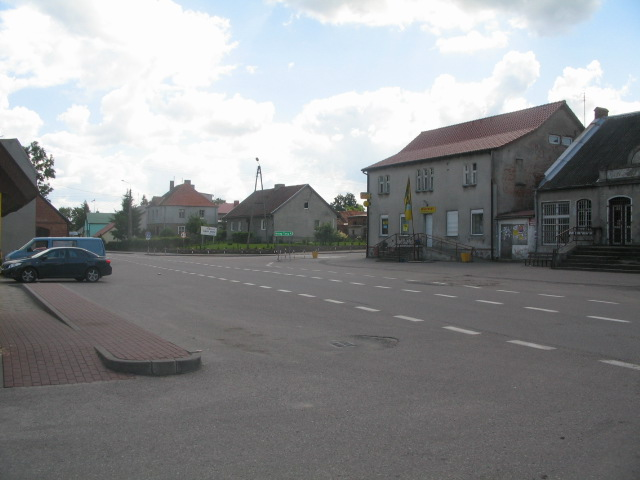
DW517 w Starym Targu

Droga wojewódzka nr 517 (DW517) – droga wojewódzka w północnej Polsce w województwie pomorskim przebiegająca przez teren powiatu sztumskiego. Droga ma długość 12 km. Łączy Sztum z miejscowością Tropy Sztumskie.

## Przebieg drogi
Droga rozpoczyna się na rondzie w Sztumie, stanowiącym skrzyżowanie ulic Kwidzyńskiej i Władysława Jagiełły, gdzie odchodzi od drogi krajowej nr 55. Następnie kieruje się w stronę północno - wschodnią i po 12 km dociera do miejscowości Tropy Sztumskie, gdzie dołącza się do drogi wojewódzkiej nr 515.

## Miejscowości leżące przy trasie DW517
- Sztum
- Czernin
- Górki
- Mleczewo
- Klecewo
- Stary Targ
- Stary Dwór
- Tropy Sztumskie